# Blauzügelarassari
Der Blauzügelarassari (Aulacorhynchus sulcatus) ist eine Art aus der Familie der Tukane. Er kommt nur im Norden Südamerikas vor. Es werden zwei Unterarten beschrieben, die sich vor allem in der Schnabelfärbung unterscheiden. Die IUCN stuft den Blauzügelarassari als nicht gefährdet (least concern) ein. Es liegen keine genauen Bestandszahlen für diese Art vor. Sie gilt jedoch als noch lokal häufig.

## Erscheinungsbild
Adulte Blauzügelarassaris haben eine Körperlänge von 34 bis 36 Zentimeter. Die Männchen der Nominatform erreichen eine Flügellänge von 11,5 bis 13,2 Zentimeter. Auf den Schwanz entfallen 10,9 bis 12,4 Zentimeter. Der Schnabel hat eine Länge zwischen 6,6 und 8,43 Zentimeter. Die Tiere wiegen zwischen 158 und 200 Gramm. Weibchen sind nur geringfügig kleiner und leichter. Der einzig auffallende Unterschied zwischen den Geschlechtern ist die Schnabellänge. Sie beträgt bei den Weibchen 5,5 bis 7 Zentimeter.
Adulte Vögel dieser Art haben grünes Körpergefieder, das Gesicht und die Körperunterseite sind lediglich etwas heller als die Körperoberseite. Die vorderen Wangen sowie ein schmaler Zügelsteifen sind hellblau, die unbefiederte Augenumgebung ist braun, die Befiederung an Kinn und Kehle ist blassweiß mit schmalen graublauen Spitzen. Sie geht an den Seiten in ein Gelbgrün über. Die Schwanzfedern sind dunkelgrün, die vier mittleren Federn weisen blaue Spitzen auf. Der Unterschnabel ist gerade, der Oberschnabel dagegen gebogen. Er endet in einer scharfen Spitze. Die Schnabelfarbe variiert zwischen braun und rot oder gelbgrün und bräunlich.
Verwechslungsmöglichkeiten bestehen mit dem Laucharassari und dem Blutbürzelarassari, deren Verbreitungsgebiete sich jeweils teilweise mit dem des Blauzügelarassaris überlappen. Dem Blauzügelarassani fehlen jedoch die kastanienbraunen Spitzen an den Schwanzfedern und rote oder rotbraune Körperpartien, die sich bei diesen beiden Arten finden.

Das Verbreitungsgebiet der Nominatform des Blauzügelarassaris

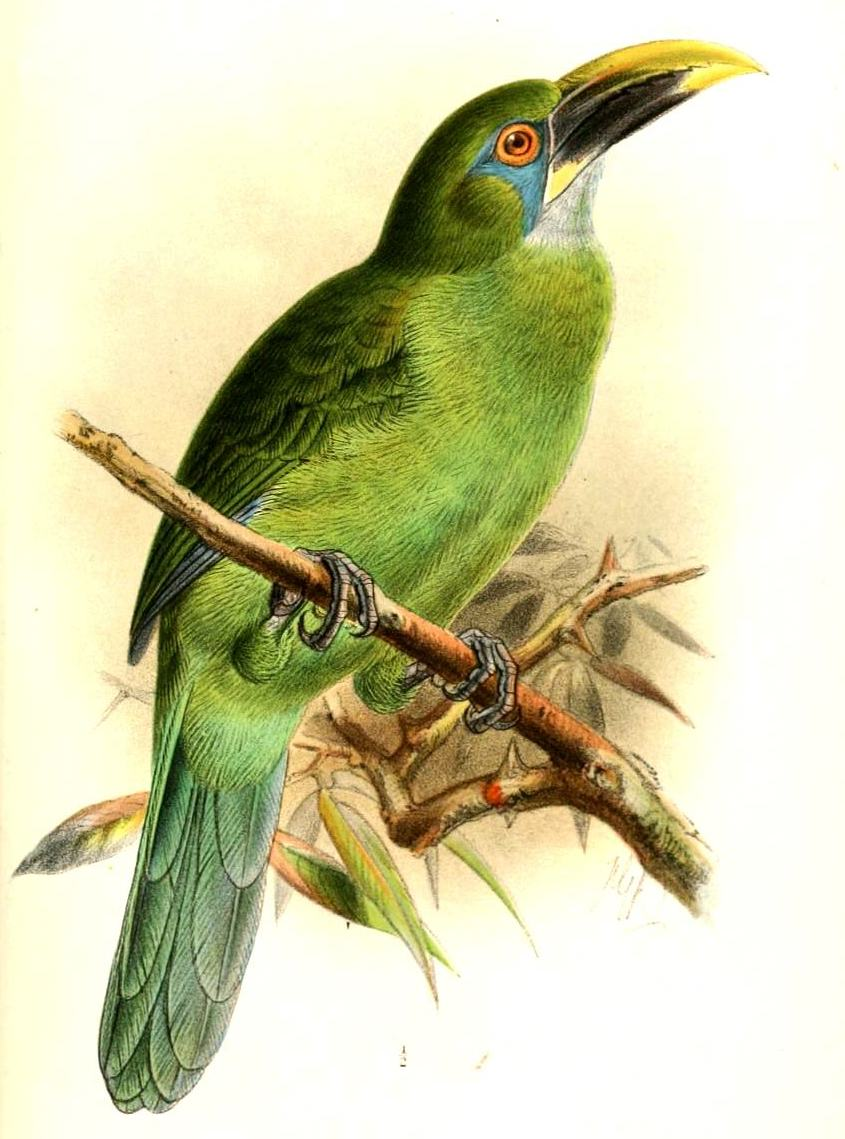
Die in der weiteren Umgebung des Maracaibosees vorkommende Unterart A. s. calorhynchus mit von der Nominatform abweichender Schnabelfärbung

## Stimme
Die Lautäußerungen des Blauzügelarassari bestehen aus einer Reihe gutturaler Laute. Sie werden als grunzend, bellend, krächzend bis entenähnlich quakend beschrieben. Männchen rufen tendenziell in einer etwas dunkleren Tonlage als die Weibchen.

## Verbreitung und Lebensraum
Der Blauzügelarassari ist eine Vogelart, die bevorzugt in Höhenlagen lebt. Er kommt in den Bergen im Nordosten Kolumbiens, den Anden Venezuelas und den Küstengebirgen im Norden Venezuelas vor. In Kolumbien ist er typischerweise in Höhenlagen zwischen 900 und 2.000 Metern zu finden. Im Norden Venezuelas lebt er meist zwischen 800 und 2.000 Meter, wird gelegentlich aber auch noch in 400 Metern beobachtet. Sein Lebensraum sind subtropische feuchte Wälder. Er kommt in einigen Regionen auch im Randbereich gemäßigter Wälder vor und besiedelt unter anderem Sekundärwald, Waldränder, isolierte Baumgruppen in der Nähe von Wäldern sowie baumbestandene Gärten. Früher wurde er bis an die Grenzen der Vororte von Caracas beobachtet. Grundsätzlich überquert diese Art jedoch keine größeren, offeneren Flächen.

## Lebensweise
Der Blauzügelarassari wird einzeln, in Paaren und in kleinen Trupps von bis zu zehn Individuen beobachtet. Die Ernährung ist bislang nicht hinreichend untersucht, der Blaugzügelarassari gilt jedoch als Allesfresser, der regelmäßig Nester anderer Vogelarten räubert und Nestlinge sowie Eier frisst. Das Fortpflanzungsverhalten ist bislang nicht erforscht. Die Fortpflanzungszeit fällt vermutlich in die Monate März bis Juli.

## Systematik
Der Blauzügelarassari wurde 1820 durch den englischen Ornithologen William John Swainson erstmals wissenschaftlich beschrieben.
Es werden drei Unterarten unterschieden:
- A. s. sulcatus, im Norden von Venezuela
- A. s. erythrognathus, im Nordosten von Venezuela
- A. s. calorhynchus (Gelbschnabelarassari), im Nordwesten von Venezuela und im äußersten Norden von Kolumbien. Wird teilweise auch als eigenständige Art angesehen.[9]

## Belege

### Einzelbelege
1. ↑   BirdLife Factsheet zum Blauzügelarassari, aufgerufen am 28. Dezember 2010
2. ↑   Lantermann, S. 108
3. ↑   Short et al., S. 331
4. ↑   Short et al., S. 330
5. ↑   Short et al., S. 331
6. ↑   Short et al., S. 332
7. ↑   Short et al., S. 332
8. ↑  
Frank Gill, David Donsker & Pamela Rasmussen (Hrsg.) Jacamars, puffbirds, barbets, toucans, honeyguides IOC World Bird List V 15.1
9. ↑  
J. del Hoyo (Hrsg.): All the Birds of the World. Lynx Editions, Barcelona 2020, ISBN 978-84-16728-37-4, S. 318.